# Iwanow-Nunatakker
Die Iwanow-Nunatakker (englisch; russisch Нунатаки Иванова Nunataki Iwanowa) sind eine Gruppe von Nunatakkern im ostantarktischen Mac-Robertson-Land. In der Athos Range der Prince Charles Mountains ragen sie in der Umgebung des Mount Seedsman auf.
Russische Wissenschaftler benannten sie. Der Namensgeber ist nicht überliefert.